# Vetersko
Vetersko (mazedonisch Ветерско) ist ein Dorf im zentralen Teil Nordmazedoniens, das zur Gemeinde Veles gehört. Die nächstgelegene Stadt ist Veles.

## Geographie
Vetersko liegt im äußersten Norden der Gemeinde Veles, am südlichen Fuß der Gradištanska Planina, 16 Kilometer von der Stadt Veles und 39 Kilometer südwestlich der Hauptstadt Skopje entfernt. Es liegt auf der linken Seite der Autobahn Skopje–Veles, die durch das Tal des Flusses Pčinja führt.

## Geschichte
Aus der Zeit der bulgarischen Wiedergeburt entstand die Kirche Sveti Nikola, die dem Heiligen Nikolaus von Myra geweiht ist. Anfang des 20. Jahrhunderts lag die Kirche in Ruinen. Es wird angenommen, dass türkische bzw. bosnische Flüchtlinge (Muhacir) die Kirche während ihrer Umsiedlung in die Gegend zwischen 1887 und 1889 zerstörten. Nach Beginn des Ersten Weltkriegs wurden sie aus der Gegend vertrieben. 
Neben der Kirche Sveti Nikola existiert unweit dem Dorf das Kloster Sveti Jovan Krstitel aus byzantinischer Zeit, die Johannes dem Täufer geweiht ist. Laut einer Inschrift über dem Eingang der Kirche wurde das Kloster 1670 unter dem griechischstämmigen Bischof Josif von Veles erbaut. Bemerkenswerter Weise ist die Inschrift in kirchenslawischer Sprache gehalten, obwohl die Kirchen und Klöster damals im Besitz des Ökumenischen Patriarchats von Konstantinopel waren, welche die kirchenslawische Sprache nicht tolerierten. Historiker gehen auch davon aus, dass das Kloster erst in dem Jahr renoviert wurde, da die osmanischen Behörden den Bau neuer Klöster nur selten erlaubten.
Im 19. Jahrhundert war Vetersko ein Dorf innerhalb der Kaza (Verwaltungseinheit) Veles des Osmanischen Reichs.
Seine Bewohner bekannten sich zu Beginn des 19. Jahrhunderts in einem Plebiszit zum bulgarischen Exarchat und waren Teil des bulgarischen Millets. In der französischsprachigen Statistik Ethnographie des Vilayets d’Andrinople, de Monastir et de Salonique zählte im Jahr 1873 Vetersko 15 Haushalte mit 73 Bulgaren auf. Laut der Statistik des Ethnographen Wassil Kantschow zählte Vetersko Ende des 19. Jahrhunderts 115 Einwohner, allesamt Bulgaren.
Nach den Statistiken des Sekretärs des bulgarischen Exarchats Dimitar Mischew (La Macédoine et sa Population Chrétienne) im Jahr 1905 lebten in Vetersko 136 bulgarische Exarchisten. Im Zuge des Balkankrieges meldeten sich 4 Dorfbewohner freiwillig zur Makedonisch-Adrianopeler Landwehr, einem Freiwilligenverband der bulgarischen Armee.
1927 führte der deutsche Forscher Leonhard Schultze Vetersko auf seiner Karte Mazedoniens auf und ordnete es als ein christlich-bulgarisches Dorf ein.
Laut der letzten Volkszählung von 2021 hatte Vetersko drei Einwohner zu verzeichnen, davon ein Mazedonier und 2 Personen ohne Angaben.